# Пета македонска ударна бригада
Пета македонска (прилепска) ударна бригада НОВЈ формирана је 2. августа 1944. године код села Зборско на планини Кожуф од Првог батаљона „Мирче Ацев“ Друге македонске НОУ бригаде и партизанског одреда „Трајче Петкановски“.

## Борбени пут бригаде
Водила је борбе код села Капиново, Богомила (рејон Велеса, 12/13. август), Бреза (25. август) и Здуње (рејон Македонски Брод, 28. август), ослободила Градско и срушила шест мостова на путу Велес–Градско (6. септембар). Након тога је стављена под команду 49. македонске дивизије и учествовала у првом ослобођењу Прилепа 11. септембра где је боравила до заузмиања града од стране Немаца 21. септембра.
Након тога је водила борбе код села Степанци и Извор (пут Прилеп–Велес, 23. септембар), Бакарно Гумно и Горњи Коњари (рејон Прилеп, 1. октобар), Ивањевци и Тројкрст (пут Прилеп–Битољ, 2-6. октобар), Буково и Прентов Мост (пут Ресан–Охрид, 13. октобар), код реке Шемнице (22. октобар), села Глумово, Грчец и Сушево (пут Скопље–Тетово, 25. октобар), учествовала у борбама за коначно ослобођење Прилепа (29. октобар-2. новембар), Ресана (5. новембар) и Охрида (7. новембар). Након тога је запосела југословенско-грчку границу на битољско-преспанском подручју (новембар 1944).
Касније је ушла у састав Осме (македонске) дивизије КНОЈ (25. децембар) као њена Друга бригада са задатком обезбеђивања југословенско-албанске границе.
Бригада је одликована Орденом заслуга за народ.

## Командни састав
Команданти бригаде:
- Методије Попоски-Мајка - командант од 2. августа до средине октобра 1944.
- Борис Стојановски - командант од средине октобра 1944.
- Васко Карангелески

Политички комесари:
- Ђоре Велкоски - од 2. августа 1944.
- Пецо Атанасовски-Думбало - од средине октобра 1944.